# I liga 1978-1979 (pallacanestro maschile)
La I liga 1978-1979 è stata la 45ª edizione del massimo campionato polacco di pallacanestro maschile. La vittoria finale è stata ad appannaggio dello Śląsk Breslavia.

## Risultati

### Stagione regolare
|     | Squadra          | G  | V  | P  | PF   | PS   | Pt. | Qualificazione        |
| --- | ---------------- | -- | -- | -- | ---- | ---- | --- | --------------------- |
| 1.  | Śląsk Breslavia  | 30 | 22 | 8  | 2783 | 2557 | 52  |                       |
| 2.  | Resovia Rzeszów  | 30 | 19 | 11 | 2534 | 2395 | 49  |                       |
| 3.  | Start Lublino    | 30 | 16 | 14 | 2484 | 2582 | 46  |                       |
| 4.  | Lech Poznań      | 30 | 14 | 16 | 2850 | 2817 | 44  |                       |
| 5.  | Wybrzeże Danzica | 28 | 17 | 11 | 2503 | 2378 | 45  |                       |
| 6.  | Wisła Cracovia   | 28 | 16 | 12 | 2440 | 2377 | 44  |                       |
| 7.  | Górnik Wałbrzych | 28 | 15 | 13 | 2695 | 2541 | 43  |                       |
| 8.  | Legia Varsavia   | 28 | 11 | 17 | 2493 | 2586 | 39  |                       |
| 9.  | Turów Zgorzelec  | 28 | 8  | 20 | 2223 | 2531 | 36  | retrocesse in II liga |
| 10. | ŁKS Łódź         | 28 | 6  | 22 | 2121 | 2362 | 34  | retrocesse in II liga |

| I liga 1978-1979          |
| ------------------------- |
| Śląsk Breslavia 4º titolo |

## Formazione vincitrice
| N° | Naz.               | Ruolo | Sportivo            |  | Alt. |  |
| -- | ------------------ | ----- | ------------------- |  | ---- |  |
|    | Polonia (bandiera) | P     | Ryszard Białowąs    |  | 179  |  |
|    | Polonia (bandiera) | C     | Franciszek Bogucki  |  | 201  |  |
|    | Polonia (bandiera) | C     | Leszek Chudeusz     |  | 203  |  |
|    | Polonia (bandiera) | C     | Marian Czarnecki    |  | 204  |  |
|    | Polonia (bandiera) | G     | Tomasz Garliński    |  | 193  |  |
|    | Polonia (bandiera) | C     | Mirosław Gołda      |  | 206  |  |
|    | Polonia (bandiera) | G     | Tadeusz Grygiel     |  | 192  |  |
|    | Polonia (bandiera) | A     | Jacek Kalinowski    |  | 196  |  |
|    | Polonia (bandiera) | P     | Mirosław Kalinowski |  | 185  |  |
|    | Polonia (bandiera) | A     | Wojciech Popowski   |  | 196  |  |
|    | Polonia (bandiera) | P     | Ryszard Prostak     |  | 190  |  |
|    | Polonia (bandiera) | A     | Wojciech Zdrodowski |  | 199  |  |
|    | Polonia (bandiera) | P     | Dariusz Zelig       |  | 192  |  |
|    | Polonia (bandiera) | All.  | Mieczysław Łopatka  |  |      |  |

## Premi e riconoscimenti
- MVP stagione regolare:  Eugeniusz Kijewski, Lech Poznań